# Union sportive granvillaise
Maillots
Actualités
Dernière mise à jour : 16 août 2024.
L'Union sportive granvillaise est un club français de football de National 2, fondé en 1918 et basé à Granville dans le département de la Manche.
De 2016 à 2024, le club évolue en National 2, la quatrième division française. Il réalise lors des saisons 2015-2016, 2017-2018 et 2019-2020 des parcours notables en Coupe de France, dont il atteint les quarts de finale en 2016, les huitièmes en 2018 et les seizièmes en 2020. En 2025, le club est relégué en National 3

## Histoire

### Les débuts du football à Granville
Au début du XXe siècle, des soldats du 2e régiment de Ligne jouent au football sur la plage du Casino, lorsque des écoliers de Granville et des villes environs créent des équipes pour disputer des matchs inter-scolaires. C'est en décembre 1905 que la société Racing Club Granvillais est créée, avant de disparaitre deux ans plus tard.
Le 1er juin 1909, l'Union sportive granvillaise est fondée ; la section football le 3 novembre suivant. En avril 1911, le club gagne la Coupe de la Manche, mais il disparait de nouveau. Malgré sa dissolution, le club est reformé en octobre 1912 sous le nom de Stade Granvillais par des amoureux du ballon rond, et devient l'une des meilleures équipes de la région avant de rester en sommeil pendant la guerre. Il se reforme au mois de février 1918 toujours sous le nom de Stade Granvillais en tant que section football du club omnisports où l'on pratique également le cyclisme et l'athlétisme avant de disparaitre une nouvelle fois des compétitions.

### Le statut amateur et l'anonymat jusqu'en 2015
Le 13 mars 1928, le Stade granvillais devient l'Union sportive granvillaise mais avec seulement les sections cyclisme et athlétisme ; la section football réapparaît en mars 1933. Le 24 novembre de la même année, le club joue son premier match à domicile.
L'US Granville compte quinze saisons au niveau national. Après avoir évolué pendant des années en Division d'honneur de Basse-Normandie, le club évolue de 1969 à 1972 dans le groupe Ouest du Championnat de France amateur, l'élite du championnat amateur, renommé « Division 3 » en 1971.
À cette époque, il atteint à deux reprises les 32es de finale de la Coupe de France, longtemps resté sa meilleure performance. En 1968, il est éliminé par l'US Valenciennes (D1), et deux ans plus tard par le FC Rouen, qui  étaientà l'époque deux clubs de première division.
Après vingt saisons au niveau amateur, Granville accède à la Division 4 en 1990. En 1993, le club est basculé en Nationale 3 (futur CFA 2), le 5e échelon du football français nouvellement créé, où il se maintient jusqu'en 1999.
Dominique Gortari, propriétaire du casino de la ville, reprend le club en 2007. En 2010, le club fait son retour en CFA 2, où il reste trois saisons.
En 2013, l'ancien joueur professionnel Johan Gallon est nommé entraîneur. Après une descente en DH, le club remonte immédiatement et annonce son ambition d'être promu en CFA, le 4e échelon national, un objectif manqué de peu en 2015, car le club ne termine pas parmi les meilleurs 2e.

### Héros de la Coupe de France (2016-2020)
L'US Granville atteint en 2016 les quarts de finale de la Coupe de France après avoir passé neuf tours, pendant lesquels les Granvillais éliminent successivement l'ES Thury Harcourt (8-0), l'AF Virois (3-1 ap), l'USON Mondeville (1-0 ap), l'AS Cherbourg (3-1), le SU Dives (2-0), Saint-Nazaire AF (2-0), puis le Stade lavallois, club de Ligue 2, en 32e de finale (2-1), le Sarreguemines FC, club de CFA 2, en 16e (3-1), et Bourg en Bresse Péronnas, autre club de Ligue 2, en 8e (1-0 a. p.). Il devient le cinquième club de cinquième division à atteindre les quarts de finale de la Coupe de France, depuis 1999. Il affronte l'Olympique de Marseille au stade Michel-d'Ornano (battant le record d'affluence de l'enceinte) mais s'incline « avec les honneurs » (0-1). En juin, le club est promu de justesse en CFA après un dernier match nul (1-1) contre la réserve du Stade rennais. Comme l'année passé, Granville n'est pas parmi les meilleurs deuxième mais profite finalement de la fusion de deux clubs de Toulon pour accéder à la 4e division.
En 2016-2017, l'US Granville réussit son entrée en CFA au point de devenir un candidat à la montée en National. En Coupe de France, l'équipe atteint de nouveau le stade des 32es de finale. Opposée à l'Angers SCO, club de Ligue 1, elle ouvre le score mais s'incline finalement (2-1). Granville reste candidat à la montée en National 1 jusqu’en avril mais échoue dans le sprint final et laisse Cholet monter.
La saison suivante, Granville est l'un des favoris de son groupe de National 2 pour la montée mais rate son début de saison et laisse Le Mans FC prendre beaucoup d'avance. Largé en championnat, le club entraîné par Johan Gallon va alors se concentrer sur la Coupe. Qualifié pour la 3e année de suite en 32es de finale de la Coupe de France, l'USG parvient à éliminer les Girondins de Bordeaux (club de Ligue 1) le 7 janvier 2017. Mené au score durant une grande partie du match, Granville égalise à la dernière seconde grâce à une frappe de Sullivan Martinet et se qualifie après prolongation 2-1 après un penalty marqué par Ladislas Douniama, alors que Bordeaux a fini le match à 8. C'est la première fois de son histoire que Granville élimine un club de Ligue 1. Opposé à l'US Concarneau en 16es de finale, le club normand continue sa belle histoire avec la Coupe en s'imposant 3-2 après prolongation, grâce à un doublé de Jordan Blondel. Pour la deuxième fois en trois ans, le club est nommé petit poucet de la Coupe de France. Les Manchois sont finalement éliminés par Chambly en 8e de finale dans un match perdu 1 à 0.
La saison suivante, le tirage est compliqué dès le 6e tour pour Granville qui doit se jouer contre l'US Avranches, son voisin, club pensionnaire de National. Battu 1-0 après avoir concédé un but dans le temps additionnel, l'USG est éliminé prématurément cette fois.
Comme en 2017 et 2018, l'US Granville ne peut pas jouer la montée en National jusqu'au bout en 2019, après un trou d'air en janvier. Mais le club s'affirme comme l'une des équipes importantes de la 4e division. Granville fait d'ailleurs partis des 5 équipes les plus populaires en Normandie, avec Caen, le Havre, Rouen et Avranches[réf. nécessaire].
Lors de la Coupe de France 2019-2020, le club se qualifie pour les seizièmes de finale et affronte de nouveau l'Olympique de Marseille au stade Michel-d'Ornano. Granville perd le match 3-0 après avoir tenu en échec les Olympiens jusqu'à la 76e minute. L'expulsion d'un des leurs William Séa, pour un second carton jaune, fut fatale à l'équipe de National 2 dans le dernier quart d'heure.
Après 9 ans en 4ème division, le club est relégué en National 3 en 2025, après avoir passé une bonne partie de l'année dans la zone rouge.

## Identité

### Logos

Logo dans les années 2000.
Logo depuis 2016.

## Palmarès et résultats
Pour le reste, le palmarès du club est uniquement régional :
- Championnat d'honneur de Normandie (1)
  - Champion : 1969

- Championnat d'honneur de Basse-Normandie (3)
  - Champion : 1990, 2010, 2014

- Coupe de Basse-Normandie
  - Vainqueur : 1982, 1989, 1994

- Coupe de Normandie
  - Finaliste : 1966

### Parcours en Coupe de France
- 1968 : 32e de finale
- 1970 : 32e de finale
- 2016 : quart de finale
- 2017 : 32e de finale
- 2018 : 8e de finale
- 2020 : 16e de finale
- 2023 : 32e de finale

## Personnalités du club

### Entraîneurs
- 1996-2003 :  Alain Bouflet
- 2004-2013 :  Christophe Duboscq
- 2013-2021 :  Johan Gallon
- 2021-2023 :  Sylvain Didot
- 2023-2023 :  Matthias Jouan (intérim)
- depuis 2023 :  Olivier Cahoreau

### Anciens joueurs
Quelques joueurs sont passés par l'US Granville avant de devenir professionnels, à l'exemple de Joseph Rabstejnek, puis Gérard Lefillatre, recrutés par le Stade rennais respectivement en 1945 et 1966 ; ou de Julien Valéro, qui rejoint en 1997 le centre de formation du SM Caen.
Plusieurs anciens joueurs professionnels, passés notamment par le SM Caen, ont joué à l'US Granville, comme Alain Bouflet, arrivé en 1989, Benjamin Morel, en 2013-2014, Matthias Jouan, arrivé en 2014 ou encore Jonathan Beaulieu.
Johann Lepenant, né en 2002 à Granville, débute le football à l'USG à quatre ans et demi. En mars 2019, à l'âge de 16 ans, il signe pro au SM Caen, puis est transféré à l'Olympique lyonnais en 2022, avant d'être prêté au FC de Nantes en 2024. Évoluant au poste de milieu défensif, il est par ailleurs sélectionné à partir de 2018, dans les équipes de France jeunes (-16 ans, -17 ans, -18 ans, -20 ans et espoirs). En août 2024, il remporte la médaille d'argent aux Jeux olympiques 2024 de Paris avec l'équipe de France olympique entraînée par Thierry Henry.